# Grigorij Konstantinopol'skij
Grigorij Konstantinopol'skij (Mosca, 29 gennaio 1964) è un regista e attore russo.

## Filmografia parziale

### Regista
- Vosem' s polovinoj dollarov (1999)
- Čёrnaja komnata (2000)
- Košečka (2009)